# Amangylyç Koçumow
Amangylyç Öwezowiç Koçumow, ros. Аманклыч Овезович Кочумов, Amankłycz Owiezowicz Koczumow (ur. 24 lipca 1965 w Aszchabadzie, Turkmeńska SRR) – turkmeński piłkarz, grający na pozycji pomocnika, trener piłkarski.

## Kariera piłkarska
W 1983 rozpoczął karierę piłkarską w klubie Köpetdag Aszchabad, ale do 1987 grał w drużynie rezerw. Latem 1989 przeszedł do Ahal FK. Latem 1991 został zaproszony do Nebitçi Balkanabat, ale po pół roku wrócił do Ahal FK. W 1993 występował w Büzmeýin FK, a w latach 1994-1995 bronił barw klubu Turan Daszoguz (pełnił obowiązki kapitana drużyny). W 1996 został piłkarzem Ekskawatorçy-Lebap Czardżou. Potem grał w Merw Mary. W 1998 powrócił do Köpetdagu Aszchabad, w którym zakończył karierę piłkarza.

## Kariera trenerska
Po zakończeniu kariery piłkarza rozpoczął pracę szkoleniowca. W 2000 trenował kluby Ahal FK i Galkan Aszchabad. Od 2001 roku pracował jako starszy trener oddziału piłki nożnej Szkoły rezerwy olimpijskiej Turkmenistanu i przez dłuższy czas szkolił juniorską reprezentację Turkmenistanu. 3 sierpnia 2005 pełnił obowiązki głównego trenera narodowej reprezentacji Turkmenistanu w przegranym 0-5 meczu towarzyskim z Bahrajnem. W 2008 stał na czele Aşgabat FK, którym kierował do 2015 roku. Od 2011 do 2016 również prowadził olimpijską reprezentację Turkmenistanu. W czerwcu 2015 został mianowany na stanowisko selekcjonera narodowej reprezentacji Turkmenistanu.

## Sukcesy i odznaczenia

### Sukcesy piłkarskie
Ahal FK
- brązowy medalista Mistrzostw Turkmenistanu: 1992

Büzmeýin FK
- brązowy medalista Mistrzostw Turkmenistanu: 1993

Turan Daszoguz
- zdobywca Pucharu Turkmenistanu: 1995
- finalista Pucharu Turkmenistanu: 1994

Köpetdag Aszchabad
- wicemistrz Turkmenistanu: 1998/99

### Sukcesy trenerskie
Galkan Aszchabad
- awans do Wyższej Ligi Turkmenistanu: 2000

Aşgabat FK
- brązowy medalista Mistrzostw Turkmenistanu: 2011
- finalista Pucharu Turkmenistanu: 2011

### Odznaczenia
- tytuł Mistrza Sportu
- tytuł Zasłużonego Trenera Turkmenistanu: 2002